# Zona Ganjah
Zona Ganjah é um grupo musical chileno/argentino de reggae, criado em 2003 como um projeto independente. Seu criador e líder é José Gahona, vocalista e compositor. As letras de suas canções contém um cunho espiritual e social, com mensagens de consciência em direção à natureza à essência do ser. «Zona Ganjah» é um trocadilho de palavras entre «Ganja» (maconha) y «Jah» (Jeová).
A banda não possui discos editados para o mercado comercial; a difusão de sua música é realizada através de recitais ou da Internet, estando os arquivos de suas músicas disponíveis em seu website oficial (zonaganjah.net) para download.

## Origem
Em 2005 José Gahona, um nativo de Leeds (Chile), lançou seu primeiro álbum  Com Rastafari tudo combina , com influência de hip hop gênero que tinha experimentado até então. Mais tarde, ele viajou para a Mendoza (Argentina), onde se encontrou com membros das bandas Journey to Zion e Nine Miles. Com eles repetiu a composição de música de suas canções e, em seguida, começou a apresentar junto com eles em concertos ao vivo, em uma parceria que durou dois anos. No ano seguinte, eles gravaram Em louvor e graça um estilo mais próximo de raízes reggae. Eles visitaram o país e no Chile, e em agosto de 2007 lançaram seu terceiro álbum, SanaZión . A essa altura, a música da banda era conhecida em muitos países do América do Sul e [Central [America | América Central]]. Que as mudanças de ano ocorrem na formação do grupo, como muitos dos membros da banda ao vivo deixar o projeto. Portanto, em 2008 Gahona decidiu incorporar o sistema sistema de som para as suas apresentações, com Goyo (baixo) como DJ e foram dedicados exclusivamente a fazer turnês até 2010, quando viajaram ao México e outros países americanos.
Em 2010, Gahona convocou aos integrantes de sua backing band (Malaya e Gaby nos teclados, Gon na guitarra, Goyo no baixo, Di Style na batería, Eze na percussão) para empreender uma turnê; logo lançaram seu disco Poder, com um estilo que mescla o rap e o roots reggae. No início de 2011 iniciaram a turnê Latinoamérica despierta 2011, e no final desse ano começaram a gravação de Despertar, com uma qualidade sonora superior aos discos anteriores e em que os músicos começaram a utilizar a afinação em 432 Hz em vez de 440 Hz, «para estar em harmonia com as vibrações que emite a Terra».

## Integrantes
- José Miguel Gahona Hoffman. (voz).
- Malaya (teclados).
- Rulo (baixo).
- Di Style (batería).
- Gon (guitarra).
- Eze Tuma (percussão).
- Celeste Contreras (Coro).
- Lucia Miremont (Coros).

Ex-integrantes
- Mati (batería).
- Nepri (guitarra).
- Gonchi (batería).
- Pancho (batería).
- Cocho (bajo).
- Gabriel Todaro (teclados).
- Goyo (bajo).
- Manik (violíno).